# Мешок яблок
«Мешок яблок» — советский рисованный мультипликационный фильм, снятый в 1974 году режиссёром-мультипликатором Витольдом Бордзиловским по сценарию Владимира Сутеева.

## Сюжет
Добрый Заяц пытается найти в лесу пропитание для своей семьи, но ничего не находит. В последний момент он подходит к реке, видит на другом берегу яблоню и пытается перейти, но оказывается, что река слишком глубокая. Тогда главный герой переплывает на бревне, как на плоту, на другой берег и собирает яблоки в мешок. Но пролетающая мимо Ворона ругает его: «Да что ж это делается-то? Всякий сюда приходит! Каждый себе набирает, ни стыда, ни совести не знает!»
На это Заяц отвечает, что яблок много и на всех хватит, а дома его ждут четыре сыночка — Ушастик, Пушистик, Звонок, Прыгунок — и лапочка-дочка, которых он очень любит. Ворона дразнит его, но он бросает в неё одно из яблок.
Довольный, что нашёл еду, Заяц отправляется домой. По дороге он угощает яблоками всех встречных лесных жителей: Медведя, трёх бельчат, Ежа, Крота и Козу с тремя козлятами. Летящая следом Ворона пытается опозорить Зайца якобы за его расточительность и рассказывает Кроту и Козе о том, что дома у главного героя совсем нет еды. Но никому из них не до смеха.
Дома Зайчиха рассказывает своим детям сказку «Разные колёса» и ждёт своего мужа. Давно бы пора тому появиться, но перед этим к дому по очереди подходят встреченные им звери, которые в благодарность за угощение приносят Зайчихе и зайчатам множество гостинцев. Бельчата принесли им орехи, Ёж — корзину грибов, а Коза — капусту. Крот порадовал заячью семью большим количеством разных овощей.
Всё это время Заяц возвращался домой с оставшимися яблоками, но подлая Ворона продырявила мешок, и его содержимое высыпалось. Позже главный герой обнаружил, что в его мешке не осталось ни одного яблока. Уже темнело, и надвигалась страшная гроза.
Несмотря ни на что, Заяц всё же решается вернуться в лес и ещё раз набрать яблок. Однако, добравшись до яблони и начав трясти её, он случайно будит спящего рядом Волка. Поначалу тот вёл себя достаточно спокойно по отношению к Зайцу, однако позже дал ему понять, что собирается съесть его. Главный герой убегает. Волк пускается вдогонку за Зайцем, но попадает в его пустой мешок, ударяется об дерево и катится по обрыву вниз.
Заяц возвращается домой, просит жену запереть дверь и признаётся своим четырём сыночкам и лапочке-дочке, что ничего не принёс им. Неожиданно раздаётся стук в дверь, и главный герой предполагает, что это Волк выследил его. Но на самом деле к дому зайцев пришёл Медведь, который принёс липовый мёд.
На следующий день семья зайцев устраивает большой пир. Ворона же в отчаянии: «И мне никто никогда такую песню не споёт: „Четыре сыночка и лапочка-дочка!“»

## Над фильмом работали
- Автор сценария — Владимир Сутеев
- Режиссёр — Витольд Бордзиловский
- Художник-постановщик — Владимир Арбеков
- Композитор — Михаил Зив
- Оператор — Михаил Друян
- Звукооператор — Владимир Кутузов
- Художники-мультипликаторы:
  - Анатолий Абаренов
  - Александр Давыдов
  - Иван Давыдов
  - Фёдор Елдинов
  - Олег Комаров
  - Иосиф Куроян
  - Николай Куколев
  - Виктор Лихачёв
  - Ольга Орлова
  - Татьяна Померанцева
  - Олег Сафронов
- Художник-декоратор — Дмитрий Анпилов
- Монтажёр — Галина Смирнова
- Ассистенты: Зинаида Плеханова, Н. Наяшкова
- Роли озвучивали:
  - Георгий Вицин — Заяц
  - Борис Андреев — Медведь
  - Анатолий Папанов — Волк
  - Борис Владимиров — Ворона
  - Лидия Катаева — Зайчиха
  - Борис Рунге — Ёж
  - Клара Румянова — Коза (в титрах не указана)
  - Тамара Дмитриева — бельчата / зайчата
  - Готлиб Ронинсон — Крот
- Редактор — Пётр Фролов
- Директор картины — Любовь Бутырина

## Награды
- Международный кинофестиваль в Оденсе[англ.] (1975) — приз «Серебряная русалочка»[1]

## Видеоиздания
Мультфильм был выпущен на DVD компанией «Крупный план». При записи была использована цифровая реставрация изображения и звука.
Мультфильм неоднократно переиздавался на DVD в сборниках мультфильмов, таких, как «Сказки для малышей. В. Сутеев», «Добрые сказки» (Выпуск 2), «Были и небылицы» (Выпуск 4).